# Pásemné pohoří

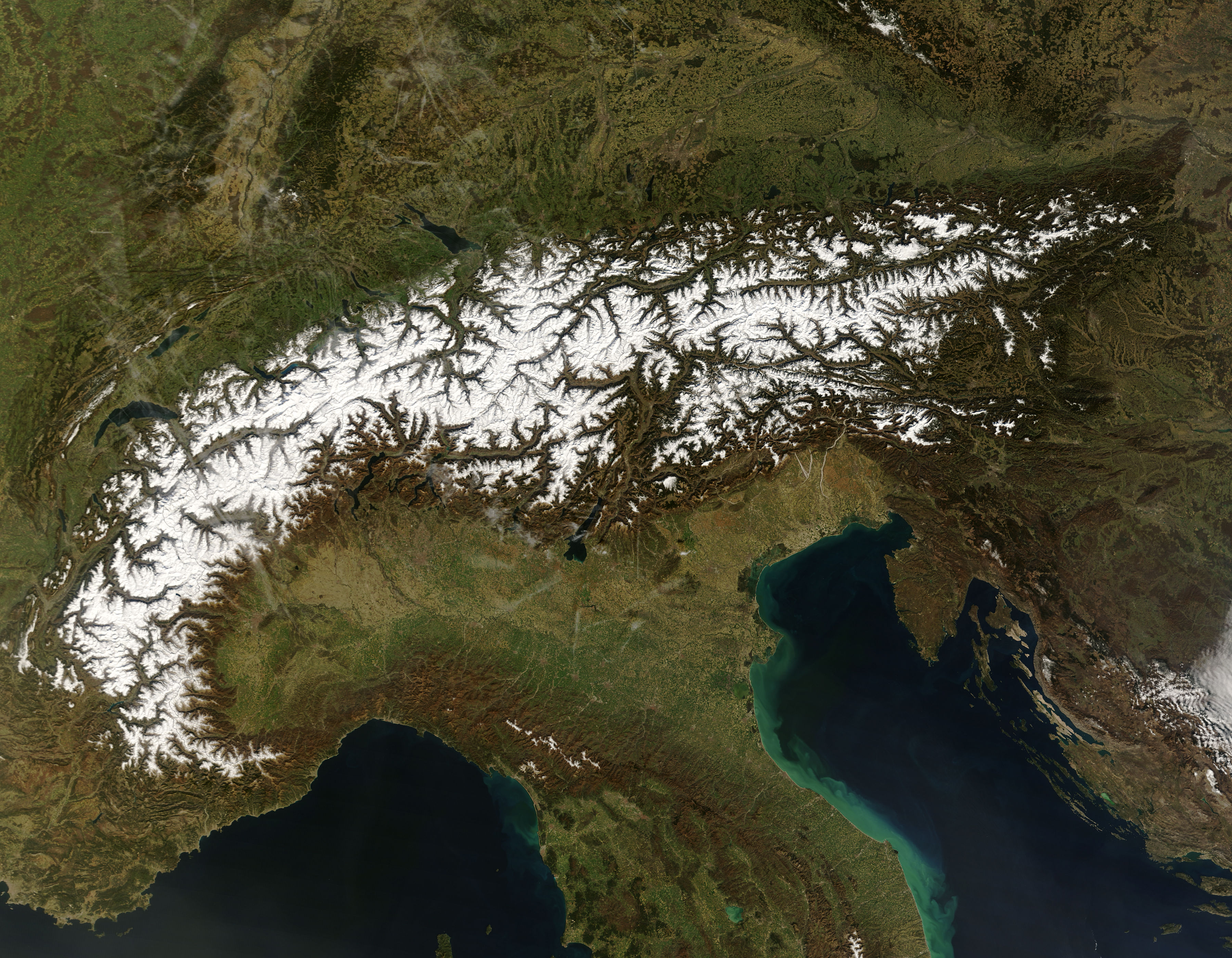
Pohled z oběžné dráhy Země na Alpy, mladé pásemné pohoří

Pásemné pohoří je označení geografické oblasti, která je tvořena dlouhým pásem hor. Ke vzniku pásemných pohoří dochází během orogeneze. Na Zemi je většina pásemných pohoří spojena s pochody deskové tektoniky, konkrétně se srážkami litosférických desek, kdy dochází k vyvrásnění hornin jedné desky. Nicméně ke vzniku pásemných pohoří může docházet i v místech, kde se od sebe dvě litosférické desky vzdalují; v oblastech středooceánských hřbetů.